# Hund (Spiel)
Hund ist ein Kartenspiel, welches vor allem in Schlesien verbreitet und in Deutschland nicht sehr bekannt ist. Es wird mit einem französischen Blatt (alle Karten von 2 bis Ass, ohne Joker) von vier Personen gespielt. Ziel des Spieles ist es, möglichst schnell die zu Spielbeginn an die Mitspieler verteilten Karten abzulegen. Es wird so lange gespielt, bis ein Spieler alle Karten auf der Hand hat. Dieser ist dann der Verlierer, auch "Hund" genannt. Mit dem Spiel wird also kein Gewinner, sondern ein Verlieren ermittelt; insofern ist es mit dem russischen Kartenspiel Durak verwandt.

## Spielregeln
- Ziel des Spieles ist es, als erster alle Karten abzulegen.
- Derjenige Spieler, der am Ende alle Karten auf der Hand hat, ist der Verlierer.
- Der Spieler mit der Kreuz 2 muss beginnen und diese aussperren.
- Der folgende Spieler muss zwei Karten ausspielen: eine mit höherem Wert oder falls er diese nicht hat, die Karten auf die Hand nehmen und dann eine zweite Karte seiner Wahl.
- Als höhere Karte gilt bis zum Ausspielen der Kreuz Dame nur eine Karte der gleichen Farbe (Kreuz ♣, Pik ♠, Herz ♥, Karo ♦), es muss also stets in der Farbe bedient werden oder aber der Stapel auf die Hand genommen werden.
- Es werden so lange reihum Karten ausgespielt, bis ein Spieler den Stapel auf die Hand nehmen muss, danach spielt der nächste Spieler eine Karte aus.
- Sobald die Kreuz Dame ausgespielt wird, hat dieser Spieler Kreuz als "Trumpf" und im Uhrzeigersinn die restlichen drei Spieler Pik, Herz und Karo. Es beinhaltet also einen großen taktischen Vorteil die Kreuz Dame zu haben.
- Ab diesem Zeitpunkt sticht der persönliche Trumpf jede andere Farbe, nicht aber eine höhere Karte der gleichen Farbe.
- Es wird so lange gespielt bis ein Spieler alle Karten auf der Hand hat, oder aber abzusehen ist, dass ein Spieler zwingend verlieren wird.
- Der Spieler der dreimal in Folge verloren hat, ist, wenn er will, der "Hund".

## Spielablauf
Alle Karten werden unter den vier Spielern aufgeteilt. Diese sortieren die Karten auf der Hand nach Farben und aufsteigend nach Werten (von 2 bis Ass). Derjeniger Spieler mit der Kreuz 2 beginnt. Er muss diese Karte ausspielen.
Der nächste Spieler muss eine höhere Kreuz-Karte spielen oder die Karte auf die Hand nehmen. Es ist ihm erlaubt auch freiwillig die Karten auf dem Tisch zu nehmen. Konnte oder wollte er die Kreuz 2 übertrumpfen, spielt er eine Karte seiner Wahl aus. Diese kann auch von einer anderen Farbe als Kreuz sein. Musste oder wollte er die Karte nehmen, ist der nächste Spieler an der Reihe, der eine Karte seiner Wahl spielt. Es werden fortlaufend Karten auf einen Stapel gespielt, bis ein Spieler diesen auf die Hand nimmt. Hat ein Spieler die Karten genommen, spielt der nächste Spieler nur eine Karte aus und der nächste wieder zwei wie oben beschrieben.
Dies wird solange wiederholt bis ein Spieler die Kreuz Dame ausspielt. Ab diesem Zeitpunkt haben alle Spieler zusätzlich eine "Trumpffarbe" welche alle anderen Farben schlägt. Im Uhrzeigersinn sind dies Kreuz für den Spieler mit der Kreuz Dame, Pik, Herz und Karo. Nun kann der Spieler mit Karo als Trumpf z. B. einen Herz König mit einer Karo 2 übertrumpfen, nicht aber einen Karo König mit einer niedrigeren Karo-Karte.
Das Spiel erlaubt dem Spieler viele taktische Spielzüge. Dies beginnt bei der Wahl der auszuspielenden Karten, über den Versuch, im ersten Teil des Spieles herauszufinden, wer die Kreuz Dame hat (dieser Spieler wird versuchen so viele Kreuz-Karten wie möglich auf die Hand zu bekommen und so auch Stapel nehmen, die er nicht unbedingt nehmen muss oder dies eben bewusst nicht tun) bis zur Wahl, welche Kartenstapel man freiwillig nimmt oder nicht.

## Beispiel
| Spieler 1: spielt Kreuz 2                                                                                        | Stapel: 1 Karte, Kreuz 2 oben                               |
| Spieler 2: trumpft mit Kreuz 7 und spielt die Herz 2                                                             | Stapel: 3 Karten, Herz 2 oben                               |
| Spieler 3: trumpft mit Herz 9 und spielt (taktisch eher unklug) Karo Ass                                         | Stapel: 5 Karten, Karo Ass oben                             |
| Spieler 4: muss den Stapel auf die Hand nehmen, da es noch keine Trumpffarben gibt und Ass die höchste Karte ist | Stapel: leer                                                |
| Spieler 1: spielt die Karo 2                                                                                     | Stapel: 1 Karte, Karo 2 oben                                |
| Spieler 2: trumpft mit der Kreuz Dame (ab jetzt sein Trumpf, siehe oben), und spielt Pik 2                       | Stapel: 3 Karten, Pik 2 oben                                |
| Spieler 3: nimmt die Karten freiwillig auf die Hand                                                              | Stapel: leer                                                |
| Spieler 4: spielt die Kreuz 7 aus                                                                                | und so weiter, bis ein Spieler alle Karten auf der Hand hat |

## Spieltaktik
Hund verlangt vom Spieler taktisches Geschick und ein gutes Gedächtnis. Das gute Gedächtnis ist wichtig, um zu wissen, welcher Spieler welche wichtigen Karten hat. Das taktische Geschick ist für die Umsetzung dieses Wissens in vorteilhafte Spielzüge nötig.
Es werden bei jedem normalen Spielzug stets zwei Karten gespielt. Die erste Karte ist eine defensive Karte; mit ihr muss verhindert werden die Karten auf dem Tisch nehmen zu müssen. Hier achtet der Spieler darauf keine zu hohe defensive Karte auszuspielen und sich möglichst seine eigene Trumpffarbe (so bekannt) auf der Hand zu behalten. Gleichzeitig sollte gerade bei kleinen Stapeln vermieden werden den anderen Spielern hohe Karten ihrer Trumpffarben zukommen zu lassen. Es gilt also generell so hoch wie nötig, aber so niedrig wie möglich.
Die zweite auszuspielende Karte ist die offensive Karte. Sie dient entweder dazu, den nächsten Spieler zur Aufnahme des Stapels zu nötigen, oder ihn zu zwingen seinerseits eine hohe Karte als defensive Karte auszuspielen. Diese Karte kann aber auch schlicht genutzt werden, um sich einer niedrigen Karte zu entledigen. Gerade bei kleinen Stapeln wird diese Möglichkeit gerne genutzt. Erst ab einer bestimmten Kartenanzahl im Stapel lohnt es sich, hohe Angriffskarten auszuspielen.
Die Möglichkeit, Stapel freiwillig zu nehmen, erlaubt es den Spielern gezielt, für sie nützliche Karten auf die Hand zu nehmen. Hier muss immer zwischen dem Nutzen der guten Karten und dem Schaden durch unerwünschte Karten im Stapel abgewogen werden. Generell lohnt es sich einen Stapel zu nehmen, wenn er mehr Karten der eigenen Trumpffarbe als andersfarbige Karten enthält.